# Kızılkale
Kızılkale (türkisch für rote Burg) (kurd. Dirban) ist ein Dorf im Landkreis Mazgirt der türkischen Provinz Tunceli. Kızılkale liegt ca. 20 km südöstlich der Kreisstadt Mazgirt auf fast 1.500 m über dem Meeresspiegel. Hier wohnen zahlreiche Mitglieder des Aşiret der Şadi. Das Dorf ist kurdisch-alevitisch geprägt. 
Kızılkale gehört zum Bucak Darıkent. Im Jahre 2009 lebten in Kızılkale 138 Menschen.
Kemal Burkay wurde in Kızılkale geboren.